# Twinsbet-арена

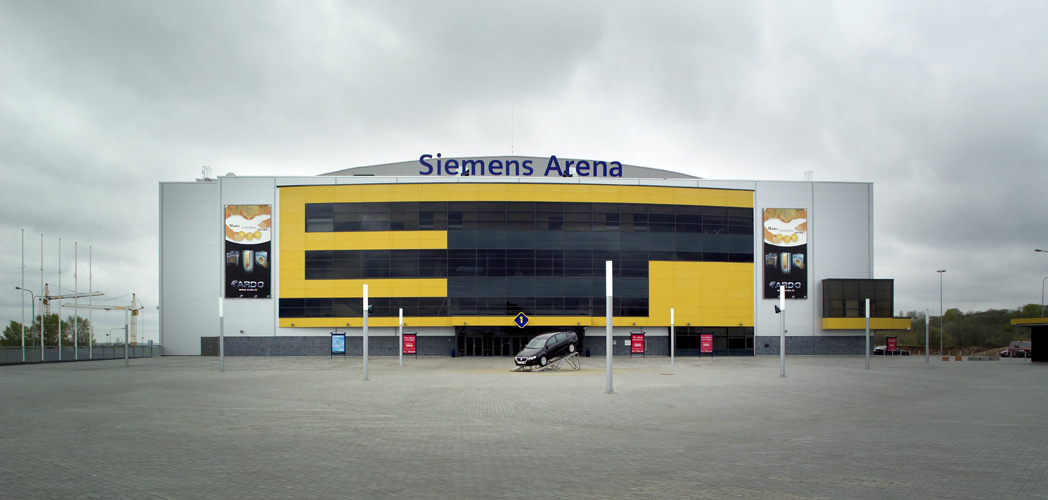

«Twinsbet-арена» (англ. Twinsbet Arena; до апреля 2024 — «Авиа Солюшенс Груп-арена», до ноября 2020 — «Сименс-арена») — вторая по величине крытая спортивная площадка (арена) Литвы. Арена расположена в старостве Вяркяй Вильнюса, в основном используется для проведения баскетбольных соревнований и концертов.

## Значимые мероприятия

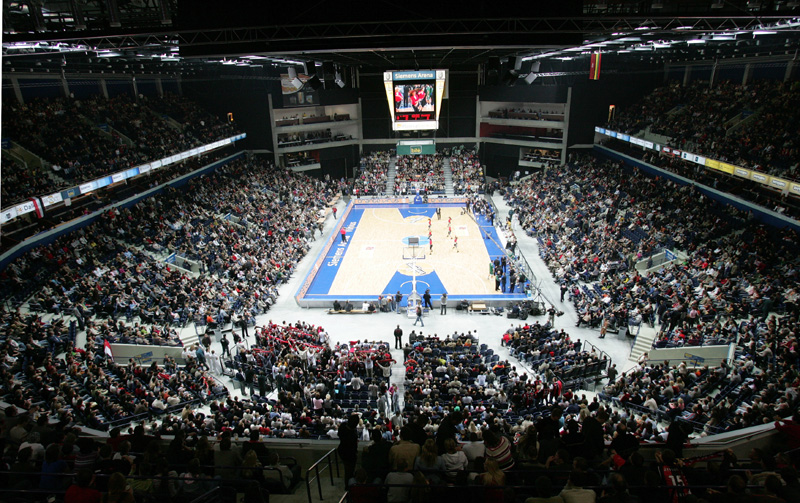
Баскетбольный матч

В 2005 году на Арене прошёл финал четырёх первого розыгрыша Балтийской баскетбольной лиги. Через пять лет на арене вновь прошёл финал четырёх ББЛ.
12 октября 2009 года Арена приняла матч КХЛ петербургского СКА и казанского «Ак Барса». Это решение было связано с загруженностью Ледового дворца в Санкт-Петербурге.
На Арене проводили свои выступления такие известные исполнители и группы, как Фил Коллинз, Патрисия Каас, Deep Purple, Depeche Mode, Linkin Park, R.E.M., Metallica и другие.
С 7 по 12 сентября 2011 года на арене прошли игры четвертьфинальных групп E и F чемпионата Европы по баскетболу.
Осенью 2021 года на арене прошли матчи чемпионата мира по мини-футболу 2020.

## Перспектива в КХЛ
Хоккейный клуб «Ветра» планировал использовать данную арену в качестве домашней, для проведения матчей Континентальной хоккейной лиги.